# 珂裳凤蝶
珂裳凤蝶（学名：Troides criton）也称马鲁古裳凤蝶，一种分布于东南亚地区的大型蝴蝶，隶属于凤蝶科裳凤蝶属。

## 亚种[1]
- 指名亚种 T.criton criton（Felder, 1860）：印度尼西亚馬魯古群島摩羅泰島、哈马黑拉岛、特尔纳特岛、蒂多雷岛、巴占群島
- 奥比亚种 T.criton vandepolli（Fruhstorfer，1930）：印度尼西亚奧比群島